# 엠파이어 인터랙티브
엠파이어 인터랙티브(영어: Empire Interactive)는 영국을 기반으로 1987년 설립된 비디오 게임 개발사 및 유통사이다. 1987년부터 1994년까지 엠파이어 소프트웨어라는 명칭을 사용하였다. 2009년 5월 4일, 회사가 해체되었다.

## 유통한 게임
- 롱기스트 저니
- 드림폴: 롱기스트 저니
- 포드 레이싱 시리즈
- 프로 핀볼 시리즈